# Formule 1 in 2013

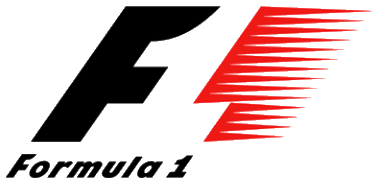
Formule 1 logo

Het Formule 1-seizoen 2013 was het 64ste seizoen van het FIA Formula One World Championship. Het startte op 17 maart en eindigde op 24 november na negentien races.
Red Bull Racing was de verdedigend kampioen bij de constructeurs, Sebastian Vettel was dit bij de coureurs. Sebastian Vettel verdedigde zijn wereldtitel met succes. Door een overwinning in de Grand Prix van India behaalde hij voldoende punten zodat hij in de resterende races niet meer in te halen was. Ook Red Bull Racing prolongeerde de titel bij de constructeurs in 2013.

## Kalender

Landen die in 2013 een Grand Prix organiseerden zijn getoond in het groen, voormalige organiserende landen zijn getoond in het donkergrijs.

De definitieve kalender werd op 28 september 2012 bekendgemaakt en telde 20 races, evenveel als in 2012. Op 19 oktober 2012 werd echter bekend dat de GP van Amerika op het Port Imperial Street Circuit niet door zou gaan en eventueel wel in 2014 op de kalender komt, hierdoor zullen er 19 races verreden worden in 2013. Na veel onzekerheid omtrent de locatie van de GP van Duitsland werd op 31 januari 2013 toch besloten dat deze gewoon kan doorgaan op de Nürburgring.
| GP nr. | Ronde | Grand Prix                 | Circuit                            | Plaats            | Datum        |
| ------ | ----- | -------------------------- | ---------------------------------- | ----------------- | ------------ |
| 879    | 1     | GP van Australië           | Albert Park                        | Melbourne         | 17 maart     |
| 880    | 2     | GP van Maleisië            | Sepang International Circuit       | Sepang            | 24 maart     |
| 881    | 3     | GP van China               | Shanghai International Circuit     | Jiading           | 14 april     |
| 882    | 4     | GP van Bahrein             | Bahrain International Circuit      | Sakhir            | 21 april     |
| 883    | 5     | GP van Spanje              | Circuit de Catalunya               | Montmeló          | 12 mei       |
| 884    | 6     | GP van Monaco              | Circuit de Monaco                  | Monte Carlo       | 26 mei       |
| 885    | 7     | GP van Canada              | Circuit Gilles Villeneuve          | Montreal (Quebec) | 9 juni       |
| 886    | 8     | GP van Groot-Brittannië    | Silverstone Circuit                | Silverstone       | 30 juni      |
| 887    | 9     | GP van Duitsland           | Nürburgring                        | Nürburg           | 7 juli       |
| 888    | 10    | GP van Hongarije           | Hungaroring                        | Mogyoród          | 28 juli      |
| 889    | 11    | GP van België              | Circuit de Spa-Francorchamps       | Stavelot          | 25 augustus  |
| 890    | 12    | GP van Italië              | Autodromo Nazionale Monza          | Monza             | 8 september  |
| 891    | 13    | GP van Singapore           | Marina Bay Street Circuit          | Singapore         | 22 september |
| 892    | 14    | GP van Korea               | Korean International Circuit       | Yeongam           | 6 oktober    |
| 893    | 15    | GP van Japan               | Suzuka International Racing Course | Suzuka            | 13 oktober   |
| 894    | 16    | GP van India               | Buddh International Circuit        | Greater Noida     | 27 oktober   |
| 895    | 17    | GP van Abu Dhabi           | Yas Marina Circuit                 | Yas               | 3 november   |
| 896    | 18    | GP van de Verenigde Staten | Circuit of the Americas            | Austin (Texas)    | 17 november  |
| 897    | 19    | GP van Brazilië            | Autódromo José Carlos Pace         | São Paulo         | 24 november  |

### Kalenderwijzigingen in 2013
- De GP van Spanje zal vanaf 2013 om en om gehouden worden op het Circuit de Catalunya en het Valencia Street Circuit, startend met Catalunya. Hierdoor kwam de GP van Europa te vervallen voor 2013. Na 2012 zijn er echter geen Formule 1-races meer gehouden in Valencia.
- De GP van Duitsland werd in 2013 weer verreden op de Nürburgring in plaats van de Hockenheimring.
- De GP van Japan en de GP van Korea verwisselden van plaats op de kalender.

### Afgelast
Op 19 oktober 2012 werd bekend dat de Grand Prix van Amerika in 2013 werd afgelast omdat Bernie Ecclestone geen vertrouwen had in de organisatie dat het circuit (aan de oostkust van de Verenigde Staten) op tijd klaar zou zijn.
| Ronde | Grand Prix     | Circuit                      | Plaats                                 | Originele datum |
| ----- | -------------- | ---------------------------- | -------------------------------------- | --------------- |
| 8     | GP van Amerika | Port Imperial Street Circuit | Weehawken & West New York (New Jersey) | 16 juni         |

### Autopresentaties
| Constructeur            | Chassis | Presentatiedatum | Presentatielocatie                    |
| ----------------------- | ------- | ---------------- | ------------------------------------- |
| Lotus-Renault           | E21     | 28 januari 2013  | Enstone, Verenigd Koninkrijk (online) |
| McLaren-Mercedes        | MP4-28  | 31 januari 2013  | Woking, Verenigd Koninkrijk           |
| Force India-Mercedes    | VJM06   | 1 februari 2013  | Silverstone, Verenigd Koninkrijk      |
| Ferrari                 | F138    | 1 februari 2013  | Maranello, Italië                     |
| Sauber-Ferrari          | C32     | 2 februari 2013  | Hinwil, Zwitserland                   |
| Red Bull Racing-Renault | RB9     | 3 februari 2013  | Milton Keynes, Verenigd Koninkrijk    |
| Mercedes                | F1 W04  | 4 februari 2013  | Jerez, Spanje                         |
| STR-Ferrari             | STR8    | 4 februari 2013  | Jerez, Spanje                         |
| Caterham-Renault        | CT03    | 5 februari 2013  | Jerez, Spanje                         |
| Marussia-Cosworth       | MR02    | 5 februari 2013  | Jerez, Spanje                         |
| Williams-Renault        | FW35    | 19 februari 2013 | Montmeló, Spanje                      |

### Testdagen
Testdagen werden gehouden in Jerez (5 - 8 februari) en in Barcelona (19 - 22 februari en 28 februari - 3 maart).

## Ingeschreven teams en coureurs
De volgende teams en coureurs namen deel aan het 'FIA Wereldkampioenschap Formule 1' 2013. Alle teams reden met banden geleverd door Pirelli.
| Inschrijving                  | Constructeur            | Chassis | Motor             | Nr. | Coureur             | Ronde | Coureur vrije training | Ronde                   |
| ----------------------------- | ----------------------- | ------- | ----------------- | --- | ------------------- | ----- | ---------------------- | ----------------------- |
| Infiniti Red Bull Racing      | Red Bull Racing-Renault | RB9     | Renault RS27-2013 | 1   | Sebastian Vettel    | Alle  |                        |                         |
| Infiniti Red Bull Racing      | Red Bull Racing-Renault | RB9     | Renault RS27-2013 | 2   | Mark Webber         | Alle  |                        |                         |
| Scuderia Ferrari              | Ferrari                 | F138    | Ferrari Type 056  | 3   | Fernando Alonso     | Alle  |                        |                         |
| Scuderia Ferrari              | Ferrari                 | F138    | Ferrari Type 056  | 4   | Felipe Massa        | Alle  |                        |                         |
| Vodafone McLaren Mercedes     | McLaren-Mercedes        | MP4-28  | Mercedes FO 108Z  | 5   | Jenson Button       | Alle  |                        |                         |
| Vodafone McLaren Mercedes     | McLaren-Mercedes        | MP4-28  | Mercedes FO 108Z  | 6   | Sergio Pérez        | Alle  |                        |                         |
| Lotus F1 Team                 | Lotus-Renault           | E21     | Renault RS27-2013 | 7   | Kimi Räikkönen      | 1–17  |                        |                         |
| Lotus F1 Team                 | Lotus-Renault           | E21     | Renault RS27-2013 | 7   | Heikki Kovalainen   | 18–19 |                        |                         |
| Lotus F1 Team                 | Lotus-Renault           | E21     | Renault RS27-2013 | 8   | Romain Grosjean     | Alle  |                        |                         |
| Mercedes AMG Petronas F1 Team | Mercedes                | F1 W04  | Mercedes FO 108Z  | 9   | Nico Rosberg        | Alle  |                        |                         |
| Mercedes AMG Petronas F1 Team | Mercedes                | F1 W04  | Mercedes FO 108Z  | 10  | Lewis Hamilton      | Alle  |                        |                         |
| Sauber F1 Team                | Sauber-Ferrari          | C32     | Ferrari Type 056  | 11  | Nico Hülkenberg     | Alle  |                        |                         |
| Sauber F1 Team                | Sauber-Ferrari          | C32     | Ferrari Type 056  | 12  | Esteban Gutiérrez   | Alle  |                        |                         |
| Sahara Force India F1 Team    | Force India-Mercedes    | VJM06   | Mercedes FO 108Z  | 14  | Paul di Resta       | Alle  | James Calado           | 12, 14, 16–17, 19       |
| Sahara Force India F1 Team    | Force India-Mercedes    | VJM06   | Mercedes FO 108Z  | 15  | Adrian Sutil        | Alle  | James Calado           | 12, 14, 16–17, 19       |
| Williams F1 Team              | Williams-Renault        | FW35    | Renault RS27-2013 | 16  | Pastor Maldonado    | Alle  |                        |                         |
| Williams F1 Team              | Williams-Renault        | FW35    | Renault RS27-2013 | 17  | Valtteri Bottas     | Alle  |                        |                         |
| Scuderia Toro Rosso           | STR-Ferrari             | STR8    | Ferrari Type 056  | 18  | Jean-Éric Vergne    | Alle  | Daniil Kvjat           | 18–19                   |
| Scuderia Toro Rosso           | STR-Ferrari             | STR8    | Ferrari Type 056  | 19  | Daniel Ricciardo    | Alle  | Daniil Kvjat           | 18–19                   |
| Caterham F1 Team              | Caterham-Renault        | CT03    | Renault RS27-2013 | 20  | Charles Pic         | Alle  | Ma Qing Hua            | 3                       |
| Caterham F1 Team              | Caterham-Renault        | CT03    | Renault RS27-2013 | 21  | Giedo van der Garde | Alle  | Heikki Kovalainen      | 4–5, 11–12, 15, 17      |
| Caterham F1 Team              | Caterham-Renault        | CT03    | Renault RS27-2013 |     |                     |       | Alexander Rossi        | 7, 18                   |
| Marussia F1 Team              | Marussia-Cosworth       | MR02    | Cosworth CA2013   | 22  | Jules Bianchi       | Alle  | Rodolfo González       | 4–5, 9–10 12, 14, 17–19 |
| Marussia F1 Team              | Marussia-Cosworth       | MR02    | Cosworth CA2013   | 23  | Max Chilton         | Alle  | Rodolfo González       | 4–5, 9–10 12, 14, 17–19 |

### Veranderingen bij de teams in 2013
- HRT F1 Team nam in 2013 niet meer deel aan de Formule 1-wedstrijden. Na een mislukte poging tot verkoop van het team in 2012 kwam HRT in ernstige geldproblemen.

### Veranderingen bij de coureurs in 2013

#### Van team / functie veranderd
- Lewis Hamilton: McLaren-Mercedes → Mercedes[4]
- Nico Hülkenberg: Force India-Mercedes → Sauber-Ferrari[5]
- Heikki Kovalainen: Caterham-Renault → Caterham-Renault (testrijder)[6]
- Sergio Pérez: Sauber-Ferrari → McLaren-Mercedes
- Charles Pic: Marussia-Cosworth → Caterham-Renault[7]
- Pedro de la Rosa: HRT-Cosworth → Ferrari (ontwikkelingsrijder)[8]

#### Nieuw / teruggekeerd in de Formule 1
- Jules Bianchi: Formule Renault 3.5 Series (Tech 1 Racing) → Marussia-Cosworth[9]
- Valtteri Bottas: Formule 1 (testrijder Williams-Renault) → Williams-Renault[10]
- Max Chilton: GP2 Series (Carlin) → Marussia-Cosworth[11]
- Giedo van der Garde: GP2 Series (Caterham Racing) → Caterham-Renault[12]
- Esteban Gutiérrez: GP2 Series (Lotus GP) → Sauber-Ferrari[13]
- Adrian Sutil: Sabbatical → Force India-Mercedes[14]

#### Uit de Formule 1
- Timo Glock: Marussia-Cosworth → DTM (BMW)[15][16]
- Narain Karthikeyan: HRT-Cosworth → Auto GP (Zele Racing/Super Nova International)[17]
- Kamui Kobayashi: Sauber-Ferrari → FIA World Endurance Championship (AF Corse)[18]
- Vitali Petrov: Caterham-Renault → Geen contract voor 2013
- Michael Schumacher: Mercedes → Gestopt[19]
- Bruno Senna: Williams-Renault → FIA World Endurance Championship (Aston Martin Racing)[20]

#### Tijdens het seizoen
- De Fin Kimi Räikkönen moest de laatste twee races van het seizoen missen vanwege een rugoperatie.[21] Hij werd bij Lotus-Renault vervangen door zijn landgenoot Heikki Kovalainen.[22]

## Resultaten en klassement

### Grands Prix
| Ronde | Grand Prix                 | Poleposition     | Winnende coureur | Winnende constructeur   | Snelste ronde     | Verslag |
| ----- | -------------------------- | ---------------- | ---------------- | ----------------------- | ----------------- | ------- |
| 1     | GP van Australië           | Sebastian Vettel | Kimi Räikkönen   | Lotus-Renault           | Kimi Räikkönen    | Verslag |
| 2     | GP van Maleisië            | Sebastian Vettel | Sebastian Vettel | Red Bull Racing-Renault | Sergio Pérez      | Verslag |
| 3     | GP van China               | Lewis Hamilton   | Fernando Alonso  | Ferrari                 | Sebastian Vettel  | Verslag |
| 4     | GP van Bahrein             | Nico Rosberg     | Sebastian Vettel | Red Bull Racing-Renault | Sebastian Vettel  | Verslag |
| 5     | GP van Spanje              | Nico Rosberg     | Fernando Alonso  | Ferrari                 | Esteban Gutiérrez | Verslag |
| 6     | GP van Monaco              | Nico Rosberg     | Nico Rosberg     | Mercedes                | Sebastian Vettel  | Verslag |
| 7     | GP van Canada              | Sebastian Vettel | Sebastian Vettel | Red Bull Racing-Renault | Mark Webber       | Verslag |
| 8     | GP van Groot-Brittannië    | Lewis Hamilton   | Nico Rosberg     | Mercedes                | Mark Webber       | Verslag |
| 9     | GP van Duitsland           | Lewis Hamilton   | Sebastian Vettel | Red Bull Racing-Renault | Fernando Alonso   | Verslag |
| 10    | GP van Hongarije           | Lewis Hamilton   | Lewis Hamilton   | Mercedes                | Mark Webber       | Verslag |
| 11    | GP van België              | Lewis Hamilton   | Sebastian Vettel | Red Bull Racing-Renault | Sebastian Vettel  | Verslag |
| 12    | GP van Italië              | Sebastian Vettel | Sebastian Vettel | Red Bull Racing-Renault | Lewis Hamilton    | Verslag |
| 13    | GP van Singapore           | Sebastian Vettel | Sebastian Vettel | Red Bull Racing-Renault | Sebastian Vettel  | Verslag |
| 14    | GP van Korea               | Sebastian Vettel | Sebastian Vettel | Red Bull Racing-Renault | Sebastian Vettel  | Verslag |
| 15    | GP van Japan               | Mark Webber      | Sebastian Vettel | Red Bull Racing-Renault | Mark Webber       | Verslag |
| 16    | GP van India               | Sebastian Vettel | Sebastian Vettel | Red Bull Racing-Renault | Kimi Räikkönen    | Verslag |
| 17    | GP van Abu Dhabi           | Mark Webber      | Sebastian Vettel | Red Bull Racing-Renault | Fernando Alonso   | Verslag |
| 18    | GP van de Verenigde Staten | Sebastian Vettel | Sebastian Vettel | Red Bull Racing-Renault | Sebastian Vettel  | Verslag |
| 19    | GP van Brazilië            | Sebastian Vettel | Sebastian Vettel | Red Bull Racing-Renault | Mark Webber       | Verslag |

### Kwalificatieduels
| Red Bull Racing-Renault |      |                   |
| Sebastian Vettel        | 17:2 | Mark Webber       |
| Ferrari                 |      |                   |
| Fernando Alonso         | 11:8 | Felipe Massa      |
| McLaren-Mercedes        |      |                   |
| Jenson Button           | 9:10 | Sergio Pérez      |
| Lotus-Renault           |      |                   |
| Kimi Räikkönen          | 10:7 | Romain Grosjean   |
| Heikki Kovalainen       | 0:2  | Romain Grosjean   |
| Mercedes                |      |                   |
| Nico Rosberg            | 8:11 | Lewis Hamilton    |
| Sauber-Ferrari          |      |                   |
| Nico Hülkenberg         | 18:1 | Esteban Gutiérrez |

| Coureur              | :    | Coureur             |
| -------------------- | ---- | ------------------- |
| Force India-Mercedes |      |                     |
| Paul di Resta        | 12:7 | Adrian Sutil        |
| Williams-Renault     |      |                     |
| Pastor Maldonado     | 7:12 | Valtteri Bottas     |
| STR-Ferrari          |      |                     |
| Jean-Éric Vergne     | 4:15 | Daniel Ricciardo    |
| Caterham-Renault     |      |                     |
| Charles Pic          | 11:8 | Giedo van der Garde |
| Marussia-Cosworth    |      |                     |
| Jules Bianchi        | 17:2 | Max Chilton         |

### Raceduels
| Red Bull Racing-Renault |      |                   |
| Sebastian Vettel        | 18:1 | Mark Webber       |
| Ferrari                 |      |                   |
| Fernando Alonso         | 17:2 | Felipe Massa      |
| McLaren-Mercedes        |      |                   |
| Jenson Button           | 13:6 | Sergio Pérez      |
| Lotus-Renault           |      |                   |
| Kimi Räikkönen          | 11:6 | Romain Grosjean   |
| Heikki Kovalainen       | 1:1  | Romain Grosjean   |
| Mercedes                |      |                   |
| Nico Rosberg            | 9:10 | Lewis Hamilton    |
| Sauber-Ferrari          |      |                   |
| Nico Hülkenberg         | 14:5 | Esteban Gutiérrez |

| Coureur              | :    | Coureur             |
| -------------------- | ---- | ------------------- |
| Force India-Mercedes |      |                     |
| Paul di Resta        | 11:8 | Adrian Sutil        |
| Williams-Renault     |      |                     |
| Pastor Maldonado     | 11:8 | Valtteri Bottas     |
| STR-Ferrari          |      |                     |
| Jean-Éric Vergne     | 8:11 | Daniel Ricciardo    |
| Caterham-Renault     |      |                     |
| Charles Pic          | 12:7 | Giedo van der Garde |
| Marussia-Cosworth    |      |                     |
| Jules Bianchi        | 14:5 | Max Chilton         |

### Puntentelling
Punten werden toegekend aan de top tien geklasseerde coureurs.
| Positie | 01e0 | 02e0 | 03e0 | 04e0 | 05e0 | 06e0 | 07e0 | 08e0 | 09e0 | 010e0 |
| Punten  | 25   | 18   | 15   | 12   | 10   | 8    | 6    | 4    | 2    | 1     |

### Klassement bij de coureurs
| Pos. | Coureur             | AUS | MAL | CHN | BHR | SPA | MON | CAN | GBR | DUI | HON | BEL | ITA | SIN | KOR | JPN | IND | ABU | VST | BRA | Punten |
| ---- | ------------------- | --- | --- | --- | --- | --- | --- | --- | --- | --- | --- | --- | --- | --- | --- | --- | --- | --- | --- | --- | ------ |
| 1    | Sebastian Vettel    | 3P  | 1P  | 4S  | 1S  | 4   | 2S  | 1P  | DNF | 1   | 3   | 1S  | 1P  | 1PS | 1PS | 1   | 1P  | 1   | 1PS | 1P  | 397    |
| 2    | Fernando Alonso     | 2   | DNF | 1   | 8   | 1   | 7   | 2   | 3   | 4S  | 5   | 2   | 2   | 2   | 6   | 4   | 11  | 5S  | 5   | 3   | 242    |
| 3    | Mark Webber         | 6   | 2   | DNF | 7   | 5   | 3   | 4S  | 2S  | 7   | 4S  | 5   | 3   | 15† | DNF | 2PS | DNF | 2P  | 3   | 2S  | 199    |
| 4    | Lewis Hamilton      | 5   | 3   | 3P  | 5   | 12  | 4   | 3   | 4P  | 5P  | 1P  | 3P  | 9S  | 5   | 5   | DNF | 6   | 7   | 4   | 9   | 189    |
| 5    | Kimi Räikkönen      | 1S  | 7   | 2   | 2   | 2   | 10  | 9   | 5   | 2   | 2   | DNF | 11  | 3   | 2   | 5   | 7S  | DNF |     |     | 183    |
| 6    | Nico Rosberg        | DNF | 4   | DNF | 9P  | 6P  | 1P  | 5   | 1   | 9   | 19† | 4   | 6   | 4   | 7   | 8   | 2   | 3   | 9   | 5   | 171    |
| 7    | Romain Grosjean     | 10  | 6   | 9   | 3   | DNF | DNF | 13  | 19† | 3   | 6   | 8   | 8   | DNF | 3   | 3   | 3   | 4   | 2   | DNF | 132    |
| 8    | Felipe Massa        | 4   | 5   | 6   | 15  | 3   | DNF | 8   | 6   | DNF | 8   | 7   | 4   | 6   | 9   | 10  | 4   | 8   | 12  | 7   | 112    |
| 9    | Jenson Button       | 9   | 17† | 5   | 10  | 8   | 6   | 12  | 13  | 6   | 7   | 6   | 10  | 7   | 8   | 9   | 14  | 12  | 10  | 4   | 73     |
| 10   | Nico Hülkenberg     | DNS | 8   | 10  | 12  | 15  | 11  | DNF | 10  | 10  | 11  | 13  | 5   | 9   | 4   | 6   | 19† | 14  | 6   | 8   | 51     |
| 11   | Sergio Pérez        | 11  | 9S  | 11  | 6   | 9   | 16† | 11  | 20† | 8   | 9   | 11  | 12  | 8   | 10  | 15  | 5   | 9   | 7   | 6   | 49     |
| 12   | Paul di Resta       | 8   | DNF | 8   | 4   | 7   | 9   | 7   | 9   | 11  | 18† | DNF | DNF | 20† | DNF | 11  | 8   | 6   | 15  | 11  | 48     |
| 13   | Adrian Sutil        | 7   | DNF | DNF | 13  | 13  | 5   | 10  | 7   | 13  | DNF | 9   | 16† | 10  | 20† | 14  | 9   | 10  | DNF | 13  | 29     |
| 14   | Daniel Ricciardo    | DNF | 18† | 7   | 16  | 10  | DNF | 15  | 8   | 12  | 13  | 10  | 7   | DNF | 19† | 13  | 10  | 16  | 11  | 10  | 20     |
| 15   | Jean-Éric Vergne    | 12  | 10  | 12  | DNF | DNF | 8   | 6   | DNF | DNF | 12  | 12  | DNF | 14  | 18† | 12  | 13  | 17  | 16  | 15  | 13     |
| 16   | Esteban Gutiérrez   | 13  | 12  | DNF | 18  | 11S | 13  | 20† | 14  | 14  | DNF | 14  | 13  | 12  | 11  | 7   | 15  | 13  | 13  | 12  | 6      |
| 17   | Valtteri Bottas     | 14  | 11  | 13  | 14  | 16  | 12  | 14  | 12  | 16  | DNF | 15  | 15  | 13  | 12  | 17  | 16  | 15  | 8   | DNF | 4      |
| 18   | Pastor Maldonado    | DNF | DNF | 14  | 11  | 14  | DNF | 16  | 11  | 15  | 10  | 17  | 14  | 11  | 13  | 16  | 12  | 11  | 17  | 16  | 1      |
| 19   | Jules Bianchi       | 15  | 13  | 15  | 19  | 18  | DNF | 17  | 16  | DNF | 16  | 18  | 19  | 18  | 16  | DNF | 18  | 20  | 18  | 17  | 0      |
| 20   | Charles Pic         | 16  | 14  | 16  | 17  | 17  | DNF | 18  | 15  | 17  | 15  | DNF | 17  | 19  | 14  | 18  | DNF | 19  | 20  | DNF | 0      |
| 21   | Heikki Kovalainen   |     |     |     |     |     |     |     |     |     |     |     |     |     |     |     |     |     | 14  | 14  | 0      |
| 22   | Giedo van der Garde | 18  | 15  | 18  | 21  | DNF | 15  | DNF | 18  | 18  | 14  | 16  | 18  | 16  | 15  | DNF | DNF | 18  | 19  | 18  | 0      |
| 23   | Max Chilton         | 17  | 16  | 17  | 20  | 19  | 14  | 19  | 17  | 19  | 17  | 19  | 20  | 17  | 17  | 19  | 17  | 21  | 21  | 19  | 0      |
| Pos. | Coureur             | AUS | MAL | CHN | BHR | SPA | MON | CAN | GBR | DUI | HON | BEL | ITA | SIN | KOR | JPN | IND | ABU | VST | BRA | Punten |

| Resultaat                       |
| ------------------------------- |
| Winnaar                         |
| Tweede plaats                   |
| Derde plaats                    |
| Gefinisht (punten behaald)      |
| Gefinisht (geen punten behaald) |
| Niet geklasseerd (NC)           |
| Uitgevallen (DNF)               |
| Niet gekwalificeerd (DNQ)       |
| Gediskwalificeerd (DSQ)         |
| Niet gestart (DNS)              |
| Gewond (INJ)                    |
| Uitgesloten (EX)                |
| Teruggetrokken (WD)             |
| Niet deelgenomen (blanco cel)   |
| P Pole position                 |
| S Snelste ronde                 |

Opmerkingen:

† — Coureur is niet gefinisht in de GP, maar heeft wel 90% van de race-afstand afgelegd, waardoor hij als geklasseerd genoteerd staat.

### Klassement bij de constructeurs
| Pos. | Constructeur            | Nr. | AUS | MAL | CHN | BHR | SPA | MON | CAN | GBR | DUI | HON | BEL | ITA | SIN | KOR | JPN | IND | ABU | VST | BRA | Punten |
| ---- | ----------------------- | --- | --- | --- | --- | --- | --- | --- | --- | --- | --- | --- | --- | --- | --- | --- | --- | --- | --- | --- | --- | ------ |
| 1    | Red Bull Racing-Renault | 1   | 3P  | 1P  | 4S  | 1S  | 4   | 2S  | 1P  | DNF | 1   | 3   | 1S  | 1P  | 1PS | 1PS | 1   | 1P  | 1   | 1PS | 1P  | 596    |
| 1    | Red Bull Racing-Renault | 2   | 6   | 2   | DNF | 7   | 5   | 3   | 4S  | 2S  | 7   | 4S  | 5   | 3   | 15† | DNF | 2PS | DNF | 2P  | 3   | 2S  | 596    |
| 2    | Mercedes                | 9   | DNF | 4   | DNF | 9P  | 6P  | 1P  | 5   | 1   | 9   | 19† | 4   | 6   | 4   | 7   | 8   | 2   | 3   | 9   | 5   | 360    |
| 2    | Mercedes                | 10  | 5   | 3   | 3P  | 5   | 12  | 4   | 3   | 4P  | 5P  | 1P  | 3P  | 9S  | 5   | 5   | DNF | 6   | 7   | 4   | 9   | 360    |
| 3    | Ferrari                 | 3   | 2   | DNF | 1   | 8   | 1   | 7   | 2   | 3   | 4S  | 5   | 2   | 2   | 2   | 6   | 4   | 11  | 5S  | 5   | 3   | 354    |
| 3    | Ferrari                 | 4   | 4   | 5   | 6   | 15  | 3   | DNF | 8   | 6   | DNF | 8   | 7   | 4   | 6   | 9   | 10  | 4   | 8   | 12  | 7   | 354    |
| 4    | Lotus-Renault           | 7   | 1S  | 7   | 2   | 2   | 2   | 10  | 9   | 5   | 2   | 2   | DNF | 11  | 3   | 2   | 5   | 7S  | DNF | 14  | 14  | 315    |
| 4    | Lotus-Renault           | 8   | 10  | 6   | 9   | 3   | DNF | DNF | 13  | 19† | 3   | 6   | 8   | 8   | DNF | 3   | 3   | 3   | 4   | 2   | DNF | 315    |
| 5    | McLaren-Mercedes        | 5   | 9   | 17† | 5   | 10  | 8   | 6   | 12  | 13  | 6   | 7   | 6   | 10  | 7   | 8   | 9   | 14  | 12  | 10  | 4   | 122    |
| 5    | McLaren-Mercedes        | 6   | 11  | 9S  | 11  | 6   | 9   | 16† | 11  | 20† | 8   | 9   | 11  | 12  | 8   | 10  | 15  | 5   | 9   | 7   | 6   | 122    |
| 6    | Force India-Mercedes    | 14  | 8   | DNF | 8   | 4   | 7   | 9   | 7   | 9   | 11  | 18† | DNF | DNF | 20† | DNF | 11  | 8   | 6   | 15  | 11  | 77     |
| 6    | Force India-Mercedes    | 15  | 7   | DNF | DNF | 13  | 13  | 5   | 10  | 7   | 13  | DNF | 9   | 16† | 10  | 20† | 14  | 9   | 10  | DNF | 13  | 77     |
| 7    | Sauber-Ferrari          | 11  | DNS | 8   | 10  | 12  | 15  | 11  | DNF | 10  | 10  | 11  | 13  | 5   | 9   | 4   | 6   | 19† | 14  | 6   | 8   | 57     |
| 7    | Sauber-Ferrari          | 12  | 13  | 12  | DNF | 18  | 11S | 13  | 20† | 14  | 14  | DNF | 14  | 13  | 12  | 11  | 7   | 15  | 13  | 13  | 12  | 57     |
| 8    | STR-Ferrari             | 18  | 12  | 10  | 12  | DNF | DNF | 8   | 6   | DNF | DNF | 12  | 12  | DNF | 14  | 19† | 12  | 13  | 17  | 16  | 15  | 33     |
| 8    | STR-Ferrari             | 19  | DNF | 18† | 7   | 16  | 10  | DNF | 15  | 8   | 12  | 13  | 10  | 7   | DNF | 18† | 13  | 10  | 16  | 11  | 10  | 33     |
| 9    | Williams-Renault        | 16  | DNF | DNF | 14  | 11  | 14  | DNF | 16  | 11  | 15  | 10  | 17  | 14  | 11  | 13  | 16  | 12  | 11  | 17  | 16  | 5      |
| 9    | Williams-Renault        | 17  | 14  | 11  | 13  | 14  | 16  | 12  | 14  | 12  | 16  | DNF | 15  | 15  | 13  | 12  | 17  | 16  | 15  | 8   | DNF | 5      |
| 10   | Marussia-Cosworth       | 22  | 15  | 13  | 15  | 19  | 18  | DNF | 17  | 16  | DNF | 16  | 18  | 19  | 18  | 16  | DNF | 18  | 20  | 18  | 17  | 0      |
| 10   | Marussia-Cosworth       | 23  | 17  | 16  | 17  | 20  | 19  | 14  | 19  | 17  | 19  | 17  | 19  | 20  | 17  | 17  | 19  | 17  | 21  | 21  | 19  | 0      |
| 11   | Caterham-Renault        | 20  | 16  | 14  | 16  | 17  | 17  | DNF | 18  | 15  | 17  | 15  | DNF | 17  | 19  | 14  | 18  | DNF | 19  | 20  | DNF | 0      |
| 11   | Caterham-Renault        | 21  | 18  | 15  | 18  | 21  | DNF | 15  | DNF | 18  | 18  | 14  | 16  | 18  | 16  | 15  | DNF | DNF | 18  | 19  | 18  | 0      |
| Pos. | Constructeur            | Nr. | AUS | MAL | CHN | BHR | SPA | MON | CAN | GBR | DUI | HON | BEL | ITA | SIN | KOR | JPN | IND | ABU | VST | BRA | Punten |

| Resultaat                       |
| ------------------------------- |
| Winnaar                         |
| Tweede plaats                   |
| Derde plaats                    |
| Gefinisht (punten behaald)      |
| Gefinisht (geen punten behaald) |
| Niet geklasseerd (NC)           |
| Uitgevallen (DNF)               |
| Niet gekwalificeerd (DNQ)       |
| Gediskwalificeerd (DSQ)         |
| Niet gestart (DNS)              |
| Gewond (INJ)                    |
| Uitgesloten (EX)                |
| Teruggetrokken (WD)             |
| Niet deelgenomen (blanco cel)   |
| P Pole position                 |
| S Snelste ronde                 |

Opmerkingen:

† — Coureur is niet gefinisht in de GP, maar heeft wel 90% van de race-afstand afgelegd, waardoor hij als geklasseerd genoteerd staat.

## Trivia
- RTL 7 verliest in Nederland de live-uitzendrechten van de Formule 1. Vanaf dit jaar worden alle races live bij Sport 1 uitgezonden.[23] Veronica zendt wel de Grands Prix van Canada, de Verenigde Staten en Brazilië live uit en brengt van de overige races een samenvatting.[24]
- De Belgische commerciële televisiezender VIER zal alle races live uitzenden.

1950 · 1951 · 1952 · 1953 · 1954 · 1955 · 1956 · 1957 · 1958 · 1959 · 1960 · 1961 · 1962 · 1963 · 1964 · 1965 · 1966 · 1967 · 1968 · 1969 · 1970 · 1971 · 1972 · 1973 · 1974 · 1975 · 1976 · 1977 · 1978 · 1979 · 1980 · 1981 · 1982 · 1983 · 1984 · 1985 · 1986 · 1987 · 1988 · 1989 · 1990 · 1991 · 1992 · 1993 · 1994 · 1995 · 1996 · 1997 · 1998 · 1999 · 2000 · 2001 · 2002 · 2003 · 2004 · 2005 · 2006 · 2007 · 2008 · 2009 · 2010 · 2011 · 2012 · 2013 · 2014 · 2015 · 2016 · 2017 · 2018 · 2019 · 2020 · 2021 · 2022 · 2023 · 2024 · 2025 · 2026 
 Lijst van Formule 1 Grand Prix-wedstrijden